# LeftRightLeftRightLeft
 (décembre 2012).
Si vous disposez d'ouvrages ou d'articles de référence ou si vous connaissez des sites web de qualité traitant du thème abordé ici, merci de compléter l'article en donnant les références utiles à sa vérifiabilité et en les liant à la section « Notes et références ».
Albums de Coldplay
Prospekt's March
(2008) Mylo Xyloto
(2011)

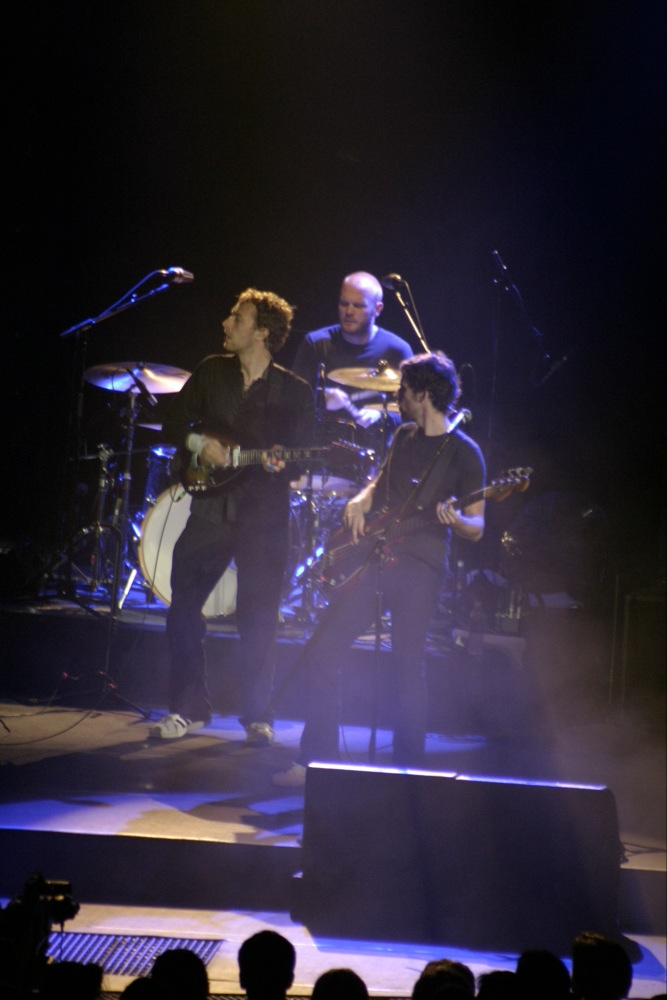
Performance du groupe Coldplay

LeftRightLeftRightLeft est un album live du groupe Coldplay, sorti en 2009, a été disponible gratuitement en téléchargement légal sur le site officiel de Coldplay durant trois ans,. Il dure environ 40 minutes et a un poids au téléchargement de 55 Mo. Le papillon vert sur la pochette fait référence aux papillons confettis du clip Lovers In Japan, qui sont lâchés sur la foule quand le groupe joue ce morceau en concert.
Le groupe, lors de sa tournée mondiale, offre une copie de l'album à chaque personne venant à un concert (le technicien de la tournée Roadie #42 explique d'ailleurs qu'un camion entier est réservé aux copies de CD). Toutefois, le 7 septembre 2009, lors du concert du Parc des Princes, le chanteur Chris Martin a annoncé sur scène que la police française ne les autorisait pas à donner les CD, mais que chaque spectateur pourrait le récupérer dans les magasins Fnac de toute la France ou dans les Virgin Megastore parisiens, en échange du billet du concert.

## Pistes
| LeftRightLeftRightLeft | LeftRightLeftRightLeft                                                      | LeftRightLeftRightLeft | LeftRightLeftRightLeft | LeftRightLeftRightLeft | LeftRightLeftRightLeft | LeftRightLeftRightLeft | LeftRightLeftRightLeft | LeftRightLeftRightLeft | LeftRightLeftRightLeft |
| No                     | Titre                                                                       | Durée                  |                        |                        |                        |                        |                        |                        |                        |
| ---------------------- | --------------------------------------------------------------------------- | ---------------------- | ---------------------- | ---------------------- | ---------------------- | ---------------------- | ---------------------- | ---------------------- | ---------------------- |
| 1.                     | Glass Of Water (album Prospekt's March)                                     |                        |                        |                        |                        |                        |                        |                        |                        |
| 2.                     | 42 (album Viva la Vida or Death and All His Friends)                        |                        |                        |                        |                        |                        |                        |                        |                        |
| 3.                     | Clocks (album A Rush of Blood to the Head)                                  |                        |                        |                        |                        |                        |                        |                        |                        |
| 4.                     | Strawberry Swing (album Viva la Vida or Death and All His Friends)          |                        |                        |                        |                        |                        |                        |                        |                        |
| 5.                     | The Hardest Part / Postcards From Far Away (albums X&Y et Prospekt's March) |                        |                        |                        |                        |                        |                        |                        |                        |
| 6.                     | Viva La Vida (album Viva la Vida or Death and All His Friends)              |                        |                        |                        |                        |                        |                        |                        |                        |
| 7.                     | Death Will Never Conquer (Single en téléchargement libre sur internet)      |                        |                        |                        |                        |                        |                        |                        |                        |
| 8.                     | Fix You (album X&Y)                                                         |                        |                        |                        |                        |                        |                        |                        |                        |
| 9.                     | Death And All His Friends (album Viva la Vida or Death and All His Friends) |                        |                        |                        |                        |                        |                        |                        |                        |
| env. 40 min            |                                                                             |                        |                        |                        |                        |                        |                        |                        |                        |